# Леон Моро
Леон Ернест Моро фр. Léon Moreaux; Ферон, 10. март 1852 — Рен, 11. новембар 1921) био је француски стрелац, са краја 19. и почека 20. века, троструки освајач олимпијских медаља и двоструки светски првак.

## Летње олимпијске игре 1900.
На Играма 1900. у Паризу Леон Моро је учествовао у такмичењима у стрељаштву са пиштољем и пушком у 8 дисциплина. Најбољи је био са пиштољем брза паљба са 25 метара где је освојио сребрну медаљу. Још две медаље освојо је у екипним дисциплимана: сребрну са пиштољем на 50 метара и бронзану да пушком у дисциплини тростав. У осталим дисциплинама није освајао медаље: пиштољ слободног избора 7. место са 435 кругова., пушка тростав појединачно 11. са 881 бод, појдиначне дисципине тростава, клечећи 17. са 826, лежећи 4. са 325 и стојећи 17. са 269 кругова и у дисциплини трап 15. да 9 погодака.

## Олимпијске међуигре 1906.
На међуиграма у Атини учетвовао је у 10 дисциплина и освојио 5 медаља од којих су две златне, 1. сребрна и 2 бронзане.(Ово такмичење МОК не признаје, па ни освојене медаље не рачуна у олимпијске медаље). Златне медаље је освојио у гађању пушок из стојећег ии клечећег става са 200 м и пиштољ са 20 м са системом испадања. Сребрни је био у гађању аутоматским пиштоњем са 25. м, а броназе медаље је освојио пушка са 300 м став по жељи и пушци слободног избора екипно. У 5 дисцилина пуцања из пиштоља није освајао медаље.

## Летње олимпијске игре 1908.
У својој 46. години Моро је учествовао на Играма 1908. у Лондону. Такмичио се у три дисциплине. Најближе медаље био је у екипној конкуренции пиштољем са 50 јарди. Били су четврти, у категоријама поштољ појединачно са 50 јарди и пушка на 1.000 јарди. био је 17. и 39.